# Serrat de Cussolo
El Serrat de Cussolo és un serrat de l'Alta Ribagorça de l'antic terme de Malpàs, l'extrem occidental del qual era termenal amb el terme primigeni del Pont de Suert, actualment tots dos integrats, des del 1970, en el municipi actual del Pont de Suert.